# La Pera (Bóixols)

La Pera, respecte del terme d'Abella de la Conca

La Pera és una partida rural del terme municipal d'Abella de la Conca, a la comarca del Pallars Jussà, en territori del poble de Bóixols.
Està situada a prop al nord-est de Bóixols, dessota i a migdia de la carretera L-511, en el pendís que davalla cap al riu de Pujals. És en el sector més baix de la Serra de Cal Mestre.
Comprèn les parcel·les 150 a 153, 170 a 175 del polígon 3 d'Abella de la Conca, i consta de 10,1719 hectàrees amb zones de pineda apta per a extreure'n fusta, conreus de secà i pastures.